# Лазерний принтер

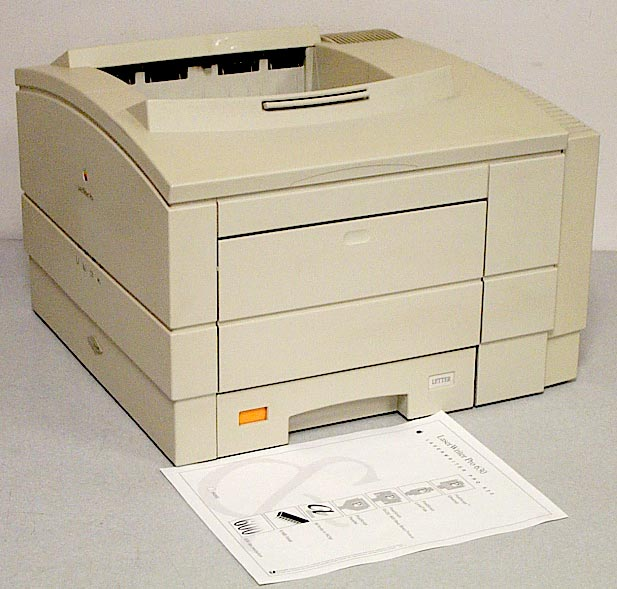
Лазерний принтер 1993 Apple LaserWriter Pro 630

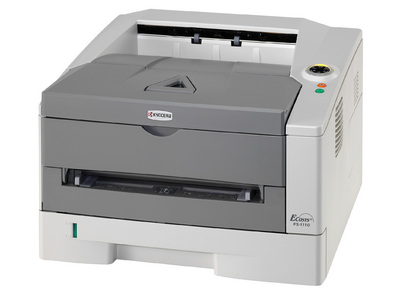
Лазерний принтер Kyocera FS-1110

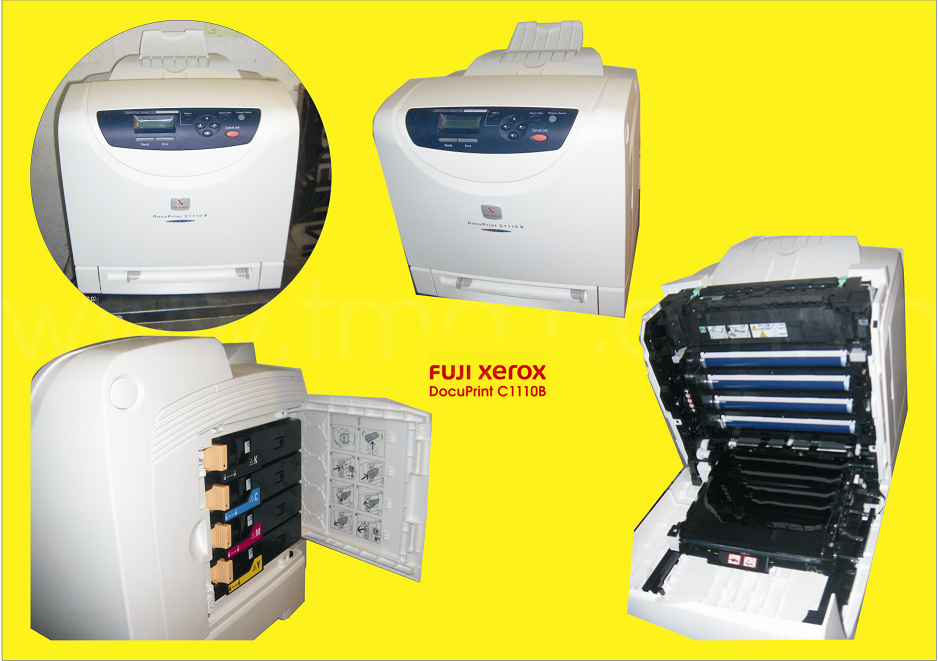
Fuji Xerox colour laser printer C1110B

Лазерний принтер — один з видів принтерів, що дозволяє швидко виготовляти високоякісні відбитки тексту і графіки на звичайному папері. Подібно до фотокопіювальних апаратів лазерні принтери використовують у процесі ксерографічного друку, однак відмінність полягає у тому, що формування зображення відбувається шляхом безпосередньої експозиції (освітлення) лазерним променем фоточутливих елементів принтера.
Принцип дії лазерного принтера полягає у наступному: на алюмінієву трубку (фотобарабан), покриту світлочутливим шаром, наноситься негативний статичний заряд. Після цього промінь лазера проходить по фотобарабану, і у тому місці, де потрібно щось надрукувати, знімає частину заряду. Після чого на фотобарабан наноситься тонер (це сухе чорнило, що складаються із суміші смол, полімерів, металевої стружки, вугільного пилу та іншої хімії), який також має негативний заряд, і тому прилипає до барабана у тих місцях, де пройшов лазер і зняв заряд. Далі барабан прокочується по паперу (що має позитивний заряд) і залишає на ньому весь тонер, після чого папір потрапляє у піч, де під впливом високої температури тонер міцно припікається до паперу.
Для друку кольорового зображення всі кольори на барабан наносяться по черзі, або друк відбувається у 4 проходи (для друку чорного, блакитного, пурпурного і жовтого кольорів). Подібний метод друку використовується в копіювальних апаратах і деяких факсах. Схожа система використовується і в світлодіодних принтерах, однак у них замість лазера використовується нерухомий рядок зі світлодіодами — LED-технологія друку (Light Emitting Diode).

## Історія
Технологія лазерного друку з'явилася раніше, ніж матричні принтери. У 1938 році Chester Carlson винайшов метод друку, що отримав назву електрографія. Цей принцип використовується у всіх сучасних лазерних принтерах.
Розробка першого лазерного принтера почалась 1969 року у компанії Xerox. Успіху досяг співробітник компанії Гері Старкуезер (Gary Starkweather), який зміг додати до технології роботи існуючих копіювальних апаратів лазерний промінь. У листопаді 1971 році з'явився перший лазерний принтер, проте, в серійне виробництво він не був запущений. Повнодуплексний Xerox 9700 міг друкувати 120 сторінок на хвилину (він досі залишається найшвидшим лазерним принтером у світі). Розміри пристрою були величезні, а коштував він 350 тисяч доларів (без поправки на тодішній курс).
Лише у 1977 році компанія XEROX випускає пристрій під назвою Xerox 9700 Electronic Printing System. Офіційно саме він вважається першим лазерним принтером. Періодично пальму першості оскаржує IBM запевняючи, що вже у 1975 році розроблений ними лазерний принтер IBM 3800 працював у північноамериканському науковому центрі FWWoolworth, роздруковуючи листи з текстом за технологією лазерного принтера.
Пізніше у травні 1981 року Xerox представила комп'ютер Star 8010, до складу якого входили останніші розробки, такі як WYSIWYG-текстовий редактор, графічний редактор, редактор для комбінування тексту та графіки і лазерний принтер. Все це коштувало 17000 доларів. Це було щось на зразок домашньої друкарні.
У 1982 році компанія Canon представила перший настільний лазерний принтер LBP-10. На наступний рік компанія у приватному порядку продемонструвала нову модель LBP-CX компаніям Apple, Diablo і HP.
На той момент Canon потрібні сильні партнери з маркетингу своєї продукції на новому для компанії ринку, оскільки компанія мала міцні позиції в області камер і рішень для офісу (тих же копірів), проте не мала зв'язків, необхідних для ефективних продажів на ринку пристроїв обробки даних. Спочатку Canon звернулася до Diablo Systems, підрозділу Xerox Corporation. Це було очевидно і логічно, оскільки Diablo володіла більшою частиною ринку пелюсткових принтерів, а її маркетологи висловлювали бажання помістити логотип Diablo і на продукцію інших виробників.
Однак Xerox відхилила цю пропозицію, оскільки разом з японською Fuji-Xerox сама займалася розробками подібного настільного лазерного принтера. Але, хоча нова модель 4045 поєднувала у собі і копірувальний апарат, і лазерний принтер, вона важила близько 50 кілограмів, коштувала вдвічі більше CX, не мала замінного картриджа з тонером та забезпечувала не найкращу якість друку. Згодом колишні маркетологи Diablo зізнавалися, що упускати пропозицію Canon було досить-таки великою помилкою, а принтер HP LaserJet, що вийшов трошки пізніше, міг би бути Xerox LaserJet.
Після того як Diablo відхилила пропозицію Canon у Фремонт, представники останньої відвідали офіси HP у Пало Альто і Apple Computer у Купертіно. Hewlett-Packard була другим логічно виправданим вибором, оскільки тісно співпрацювала з Diablo і мала досить широкі лінійки матричних і пелюсткових принтерів.
Результатом співпраці Canon і HP став випуск у 1984 році принтерів LaserJet, здатних друкувати 8 сторінок у хвилину з роздільною здатністю 300 dpi. Вони коштували $3500. Їхні продажі вельми швидко росли і призвели до того, що до 1985 року Hewlett-Packard заволоділа майже всім ринком настільних лазерних принтерів. Треба врахувати, що, як і у випадку зі струминними принтерами, нові пристрої стали по-справжньому доступні лише після розробки для них замінних картриджів з тонером (у даному випадку розробником була Hewlett-Packard). При цьому питання здешевлення нових і переробки використаних картриджів породили цілу галузь переробної промисловості, датою народження якої можна вважати 1986 рік.
У той же рік (1984) Apple поставляє дослідні зразки свого принтера LaserWriter таким компаніям як Lotus Development, Microsoft і Aldus. І в 1985 і 1986 роках з'являються Apple LaserWriter і LaserWriter Plus відповідно. А в 1990 році принтери Hewlett-Packard LaserJet IIP вперше стали коштувати дешевше 1000 доларів. І у серії LaserJet III стала використовуватися технологія поліпшеної роздільної здатності (RET-Resolution Enhancement Technology).
У 1992 році HP починає продажі лазерного принтера LaserJet 4, який крім невисокої ціни мав роздільну здатність 600 dpi. У той же рік компанія Lexmark посунула HP на ринку лазерних принтерів, випустивши пристрої серії Optra з роздільною здатністю 1200 dpi.
Кольорові лазерні принтери з'явилися тільки у 1993 році. Компанія QMS представила принтер ColorScript Laser 1000, який коштував $12 499. Два роки по тому Apple випускає свій кольоровий лазерний принтер Color Laser Printer 12/600PS за $7000.

## Принцип дії
Процес лазерного друку складається з п'яти послідовних кроків:
1. Зарядка фотовала
2. Лазерне сканування
3. Накладення тонера
4. Перенос тонера
5. Закріплення тонера

### Зарядка фотовала

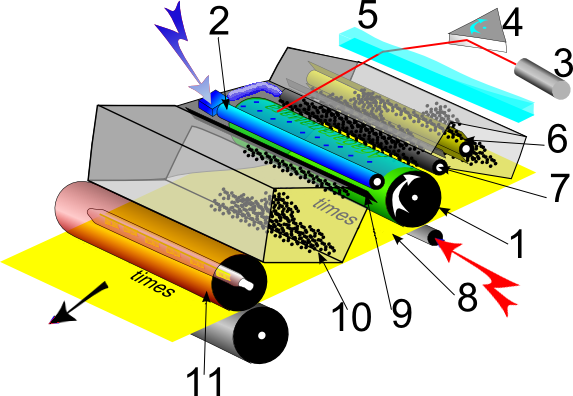
Процес лазерного друку.
1. Фотобарабан
2. Зарядний валик
3. Промінь лазера
4. Обертове дзеркало
5. Розподільна лінза
6. Картридж з тонером
7. Магнітний вал
8. Папір
9. Ракель
10. Бункер з відпрацьованим тонером 11. Пічка

Фотовал — циліндр з покриттям з світлочутливого напівпровідника (матеріалу, здатного змінювати свій електричний опір при освітленні). У деяких системах замість фотоциліндра використовувався фоторемінь — еластична закільцьована смуга з фотошаром.
Зарядка фотовала (фотобарабана) — нанесення рівномірного електричного заряду на поверхню обертового фотобарабана. Найпоширенішим матеріалом для фотобарабана слугує фотоорганіка — вимагає використання від'ємного заряду, проте є матеріали (наприклад, кремній), що дозволяють використовувати додатний заряд.
Спочатку зарядка здійснювалася з допомогою скоротрона (англ. scorotron) — натягнутого дроту, на який подається напруга відносно фотобарабана. Між дротом і фотобарабаном зазвичай поміщається металева сітка, яка служить для вирівнювання електричного поля.
Пізніше стали застосовувати заряджання за допомогою зарядного валика (англ. Charge Roller). Така система дозволила зменшити напругу і знизити проблему виділення озону при коронному розряді (перетворення молекул O2 в O 3 під дією високої напруги), що призводило до проблеми прямого механічного контакту і зносу частин, а також очищення від забруднень.

### Лазерне сканування
Лазерне сканування (засвічування) — процес проходження негативно зарядженої поверхні фотовалу під лазерним променем. Промінь лазера відхиляється обертовим дзеркалом і, проходячи через розподільну лінзу, фокусується на фотовал. Лазер активізується тільки у тих місцях, на які з магнітного вала (магнітного барабану) надалі повинен буде потрапити тонер. Під дією лазера ділянки фоточутливої поверхні фотовалу, які були засвічені лазером, стають електропровідними, і частина заряду на цих ділянках «стікає» на металеву основу фотовалу. Тим самим на поверхні фотовал створюється електростатичне зображення майбутнього відбитка у вигляді «малюнка» з ділянок з негативнішим зарядом, ніж загальний фон.

### Накладення тонера
Негативно заряджений ролик при подачі тонера надає тонеру негативний заряд і подає його на ролик проявлення. Тонер, що знаходиться у бункері, притягається до поверхні магнітного валу під дією магніту, з якого виготовлена серцевина валу. Під час обертання магнітного вала тонер, що знаходиться на його поверхні, проходить через вузьку щілину, утворену між дозуючим лезом і магнітним валом. Після цього тонер входить у контакт з фотовалом і притягується на нього у тих місцях, де зберігся негативний заряд. Дуже поширена помилка, що тонер притягається саме до місць відсутності заряду на фотовалі. Однак, тонер, будучи діелектриком, електризується у дипольно-заряджені частинки, які притягуються до будь-яких заряджених поверонь незалежно від знаку заряду останніх. Тонер не зможе утриматися на фотовалі у місцях без заряду.
У той же час, поширене і зворотна помилка, що тонер притягається саме до місць, зарядженим негативно. Більшість марок тонерів, що випускаються для побутових лазерних принтерів, маркуються як негативно заряджаємі, що говорить про неможливість тяжіння негативно заряджених частинок тонера до однойменно заряджених ділянок фотобарабана. Тому, насправді, негативно заряджений тонер не може притягатися до всіх заряджених ділянок незалежно від знаку заряду, а тільки до тих, у яких відсутній заряд, або, принаймні, до тих, величина заряду яких не заважає утворенню у поверхневому шарі фотобарабана дипольного моменту під впливом електростатичного поля негативно заряджених часточок тонера.
Тим самим електростатичне (невидиме) зображення перетвориться у видиме (проявляється). Притягнутий до фотовалу тонер рухається на ньому далі, поки не торкається паперу.

### Перенос тонеру
У місці контакту фотовалу з папером, під папером знаходиться ще один ролик, який називають роликом перенесення (коронатор). На нього подається позитивний заряд, який він передає паперу, з яким контактує. Часточки тонера, доторкаючись до позитивно зарядженого паперу, переносяться на нього і утримуються на поверхні за рахунок електростатики.
Якщо у цей момент подивитися на папір, на ньому буде сформовано повністю готове зображення, яке можна легко зруйнувати, провівши по ньому пальцем, тому що зображення складається з притягнутого до паперу порошку тонера, нічим іншим, крім електростатики, на папері не утримувалась. Для отримання фінального відбитка зображення необхідно закріпити.

### Закріплення тонера
Папір з «насипаним» тонерним зображенням рухається далі до вузла закріплення (пічка). Закріплюється зображення за рахунок нагріву і тиску. Піч складається з двох валів:
- Верхнього, всередині якого знаходиться нагрівальний елемент (зазвичай — галогенна лампа), так званий термовал;
- Нижнього (притискний ролик), який притискає папір до верхнього за рахунок підпірної пружини.

За температурою термовала стежить термодатчик (термістор). Піч являє собою два дотичних вали, між якими проходить папір. При нагріванні паперу (180–220 °C) тонер, притягнутий до неї, розплавляється і в рідкому вигляді втискається в текстуру паперу. Вийшовши з печі, тонер швидко твердне, що створює постійне зображення, стійке до зовнішніх впливів.
Щоб папір, на який нанесено тонер, не прилипав до термовалу, на ньому є віддільники паперу.
Однак термовал — не єдина реалізація нагрівача. Альтернативою є пічка, в якій використовується термоплівка: спеціальний гнучкий матеріал з нагрівальними елементами у своїй структурі.

## Друкуючий механізм
Центральний друкуючий механізм — це фотовал, який являє собою металеву трубку, покриту плівкою з органічного фоточутливого провідника.

## Кольорові лазерні принтери
Принцип багатобарвної лазерного друку полягає у наступному. На початковому етапі процесу друку рушій рендеринга бере цифровий документ і обробляє його один чи кілька разів, створюючи його посторінкове растрове зображення, розкладене на колірні складники, відповідно до кольорів тонерів. На другому етапі лазер або масив світлодіодів формує розподіл зарядів на поверхні обертового фоточутливого барабана, подібно одержуваному зображенню. Заряджені дрібні частинки тонера, що складається з фарбувального пігменту, смол і полімерів, притягуються до заряджених ділянок поверхні барабана.
Далі до барабану притискається папір, і тонер переноситься на нього. У більшості кольорових лазерних принтерів використовуються чотири окремих проходи, що відповідають різним кольорам. Потім папір проходить через «піч», яка розплавляє смоли та полімери у тонері і фіксує його на папері, створюючи остаточне зображення.
Лазери здатні точно фокусуватися, у результаті виходять дуже тонкі промені, які розряджають необхідні ділянки фоточутливого барабана. Завдяки цьому сучасні лазерні принтери, як кольорові, так і чорно-білі, мають високу роздільну здатність.

## Переваги лазерних принтерів
Зазвичай, роздільна здатність при чорно-білому друці варіюється від 600x600 до 1200x1200 точок на дюйм, однак при кольоровому друці досягає 9600x1200. Кольорові та чорно-білі лазерні принтери працюють на практиці однаково. Відмінність полягає у тому, що для кольорового друку використовуються чотири типи фарбувального тонера. У порівнянні зі струминними принтерами, лазерні мають чимало переваг.
Вони мають більшу швидкість, оскільки промінь лазера може пересуватися значно швидше, ніж друкуюча головка з десятками і сотнями сопел, з яких у момент друку з певним інтервалом випорскують мікроскопічні крапельки чорнила.
Лазерні промені ще більш точні і через компактне фокусування дозволяють досягати високої роздільної здатністі. Лазерні принтери економічніші, ніж струменеві, просто внаслідок того, що картриджів з тонером вистачає не на одну тисячу сторінок, а ось чорнильні картриджі закінчуються швидше, і їх доводиться частіше заправляти або міняти.
Кольорові лазерні принтери забезпечують високу швидкість друку, дають якісні кольорові і чорно-білі відбитки, а також привабливу вартість роздруківки сторінки з урахуванням витратних матеріалів.
Лазерні роздруківки більш стійкі, чіткість відбитків не порушується в умовах підвищеної вологості. Тонер може злежуватися, що легко виправити легким струшуванням картриджа, на відміну від струменевих принтерів, чорнила яких можуть засихати у дюзах, що вимагає їх промивання і, іноді, заміни. Промивку дюз можна зробити тільки в умовах сервісного центру.

## Недоліки лазерних принтерів
При роботі лазерного принтера виділяється озон.
Наявність у конструкції елементів з високим енергоспоживанням (головний двигун, термовузол) призводить до того, що пікова споживана потужність лазерного принтера досить висока, що робить неможливим підключення його до побутових джерел безперебійного живлення середньої і малої потужності.
Якість друку кольорових напівтонових зображень, наприклад фотографій, нижче ніж при струменевому друці.
Лазерні принтери дорожчі за струменеві у середньому утричі, а вартість комплекту картриджів для лазерного принтера набагато дорожче, ніж комплект для струминного (зазвичай становить вартість нового принтера).
Деякі з моделей кольорових принтерів при друці наносять на відбиток приховане зображення, що вказує на дату і час друку, а також серійний номер пристрою, що зроблено з метою припинити друк кольорових копій грошових знаків та інших документів і цінних паперів.